# Mexikansk bomullssvanskanin
Mexikansk bomullssvanskanin (Sylvilagus cunicularius) är en däggdjursart som först beskrevs av Waterhouse 1848.  Sylvilagus cunicularius ingår i släktet bomullssvanskaniner och familjen harar och kaniner. IUCN kategoriserar arten globalt som livskraftig.
Vuxna djur är 48 till 52 cm långa. De har cirka 11 cm långa bakfötter, ungefär 7,5 cm långa öron och en 5,5 till 7 cm lång svans. Efter pälsbytet före vintern har pälsen på ovansidan en ljusbrun till gulbrun färg med mörkgrå till svart skugga på grund av flera inblandade svarta hår. De korta håren på öronen blir fram till öronens spets mörkare. Svansen har en gråbrun ovansida och en vit undersida. Allmänt är Sylvilagus cunicularius den största arten av släktet i Mexiko.
Denna bomullssvanskanin förekommer i sydvästra Mexiko. Arten når i bergstrakter 4300 meter över havet. Habitatet varierar mellan torra skogar, buskskogar och gräsmarker.
Honor kan para sig hela året och de flesta ungar föds mellan mars och oktober. Dräktigheten varar ungefär 30 dagar och sedan föds oftast sex ungar. Mexikansk bomullssvanskanin är tolerant mot andra hardjur som förekommer i utbredningsområdet.
Arten äter gräs och andra växtdelar som majs, örter och blad från buskar. Liksom andra hardjur är den främst aktiv under skymningen och gryningen. Mexikansk bomullssvanskanin gömmer sig ofta i naturliga håligheter och i underjordiska bon som skapades av kindpåsråttor. Den jagas av olika rovdjur som lever i regionen samt av ugglor, rovfåglar och ormar.
Antagligen är Tres Marias-kanin (Sylvilagus graysoni) artens närmaste släkting. Enligt en teori hade de en gemensam anfader.

## Underarter
Arten delas in i följande underarter:
- S. c. cunicularius
- S. c. insolitus